# جيري كيلر
جيري كيلر (بالإنجليزية: Jerry Keller)‏ هو مؤلف موسيقى تصويرية وكاتب أغاني ومغني أمريكي، ولد في 20 يونيو 1937 في فورت سميث في الولايات المتحدة.

## وصلات خارجية
- جيري كيلر على موقع IMDb (الإنجليزية)
- جيري كيلر على موقع ميوزك برينز (الإنجليزية)
- جيري كيلر على موقع أول ميوزيك (الإنجليزية)
- جيري كيلر على موقع ديسكوغز (الإنجليزية)
- جيري كيلر على موقع قاعدة بيانات الفيلم (الإنجليزية)